# فيردي ثابت سوير
فيردي ثابت سوير (بالتركية: Ferdi Sabit Soyer)‏ هو رئيس وزراء جمهورية شمال قبرص التركية.
ولد سوير في نيقوسيا عام 1952 وأنهى دراسته الثانوية في قبرص ثم درس الطب في تركيا لكنه لم ينه دراسته لأسباب سياسية.